# Љ
La Lle o Lje (Љ, љ) es una ligadura de Л y Ь. Se usa en el Serbio y el Macedonio para representar al palatal lateral [ʎ], el mismo sonido que es representado en el español por Ll, cuando no hay yeísmo. Fue inventada por Vuk Stefanović Karadžić. En los alfabetos latinos serbio y croata es representada por el dígrafo Lj.
- Datos: Q204782
- Multimedia: Cyrillic Lje / Q204782